# Contigny
Contigny ist eine französische Gemeinde mit 575 Einwohnern (Stand: 1. Januar 2022) im Département Allier in der Region Auvergne-Rhône-Alpes (vor 2016 Auvergne). Sie gehört zum Arrondissement Vichy und zum Gemeindeverband Saint-Pourçain Sioule Limagne. Die Bewohner werden Contignyssois und Contignyssoises genannt.

## Lage
Die Gemeinde Contigny liegt im Norden der Auvergne in der historischen Provinz Bourbonnais, etwa 26 Kilometer südsüdwestlich des Stadtzentrums von Moulins und etwa 25 Kilometer nordnordwestlich von Vichy. Das Gemeindegebiet wird vom Fluss Sioule durchquert, in den an der südlichen Gemeindegrenze der Douzenan mündet. Die östliche Gemeindegrenze markiert der Fluss Allier Nachbargemeinden von Contigny sind Monétay-sur-Allier im Norden, La Ferté-Hauterive im Norden und Nordosten, Saint-Loup im Osten, Saint-Pourçain-sur-Sioule im Süden, Saulcet im Südwesten sowie Verneuil-en-Bourbonnais im Westen. Durch die Gemeinde Contigny führt die frühere Route nationale 9.

## Bevölkerungsentwicklung
| Jahr                       | 1962 | 1968 | 1975 | 1982 | 1990 | 1999 | 2006 | 2012 | 2022 |
| Einwohner                  | 659  | 630  | 574  | 533  | 542  | 559  | 593  | 617  | 576  |
| Quellen: Cassini und INSEE |      |      |      |      |      |      |      |      |      |

## Sehenswürdigkeiten
- Kirche Saint-Martial, seit 1927 Monument historique
- Schloss La Cour aus dem 18. Jahrhundert

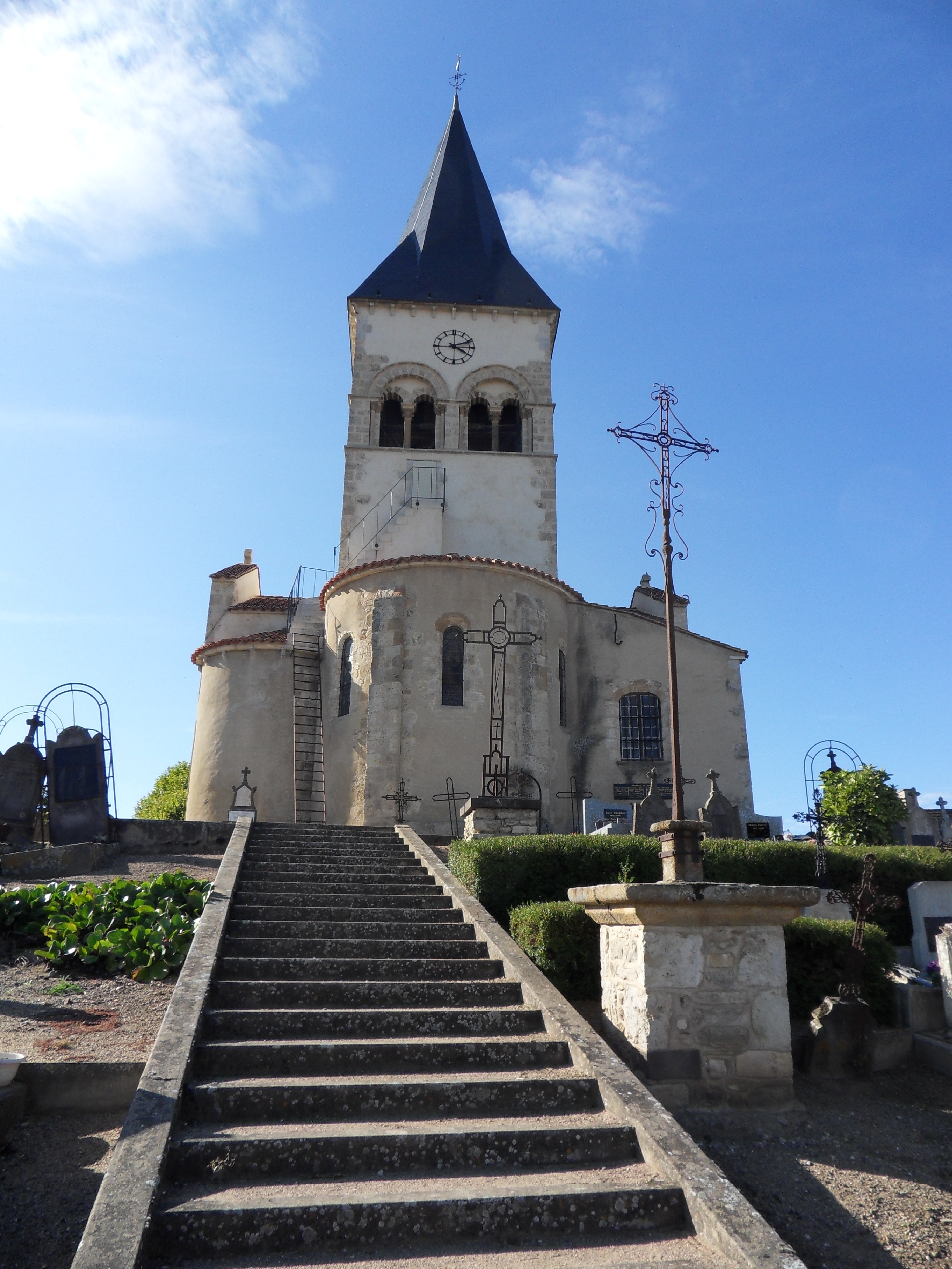
Kirche Saint-Martial